# Центр досліджень економічної політики
Centre for Economic Policy Research (CEPR; англ. Центр досліджень економічної політики) — заснований у 1983 році в Лондоні недержавний незалежний науково-дослідний інститут, що займається питаннями економічної політики та економічних досліджень.
CEPR координує роботу міжнародної мережі з понад 700 науковців із 237 університетів та 28 країн (90% у ЄС). Діяльність інституту полягає у віднайденні фінансування для запропонованих досліджень, підтримці дослідницького діалогу засобами спільних семінарів, конференцій та публікацій «доповідей для обговорення» (disscussion papers), а також опублікування та розповсюдження результатів досліджень серед широкої публіки у приватному та політичному секторах.